# Klophaus-Park

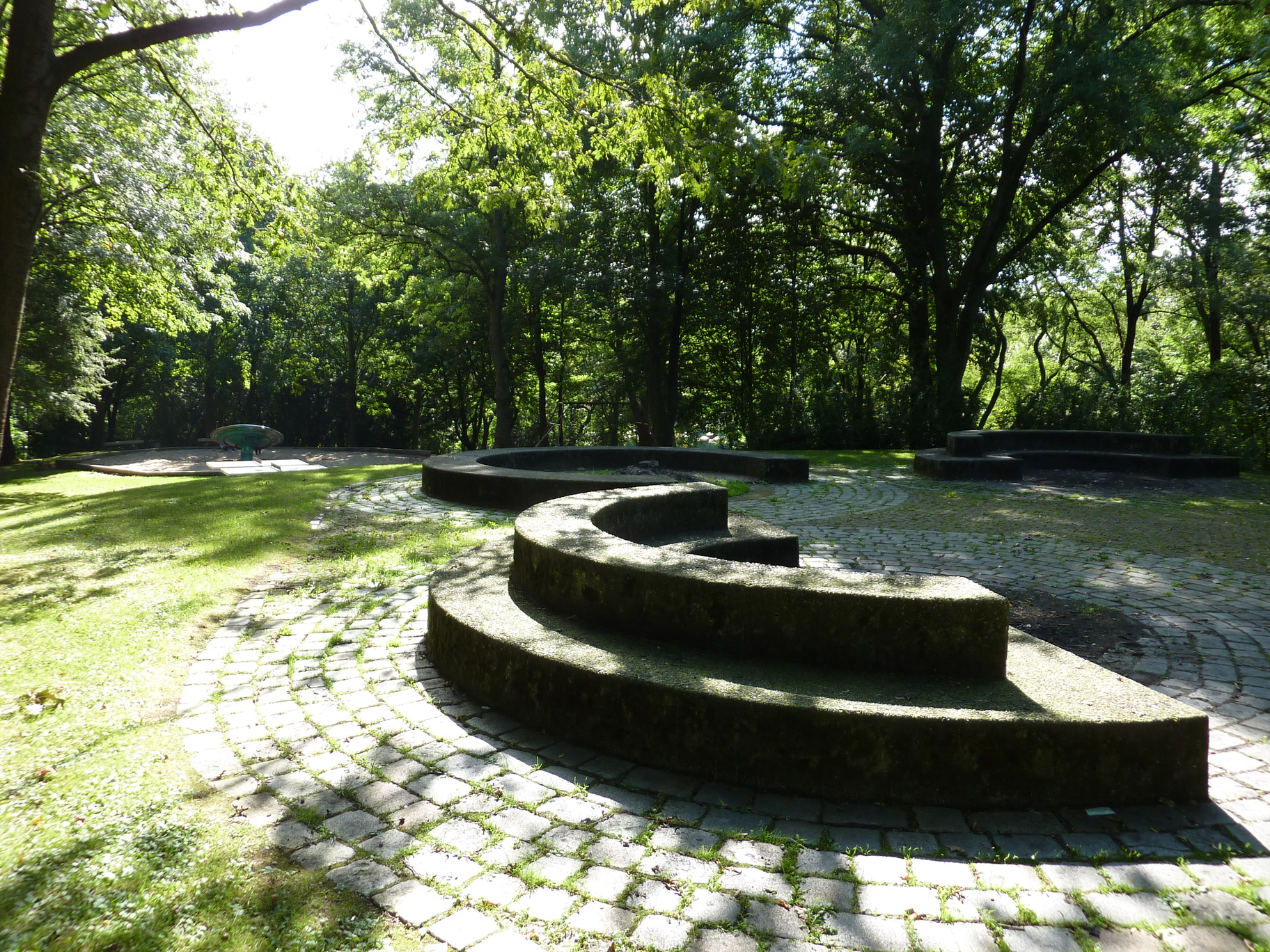
Ansicht im Park

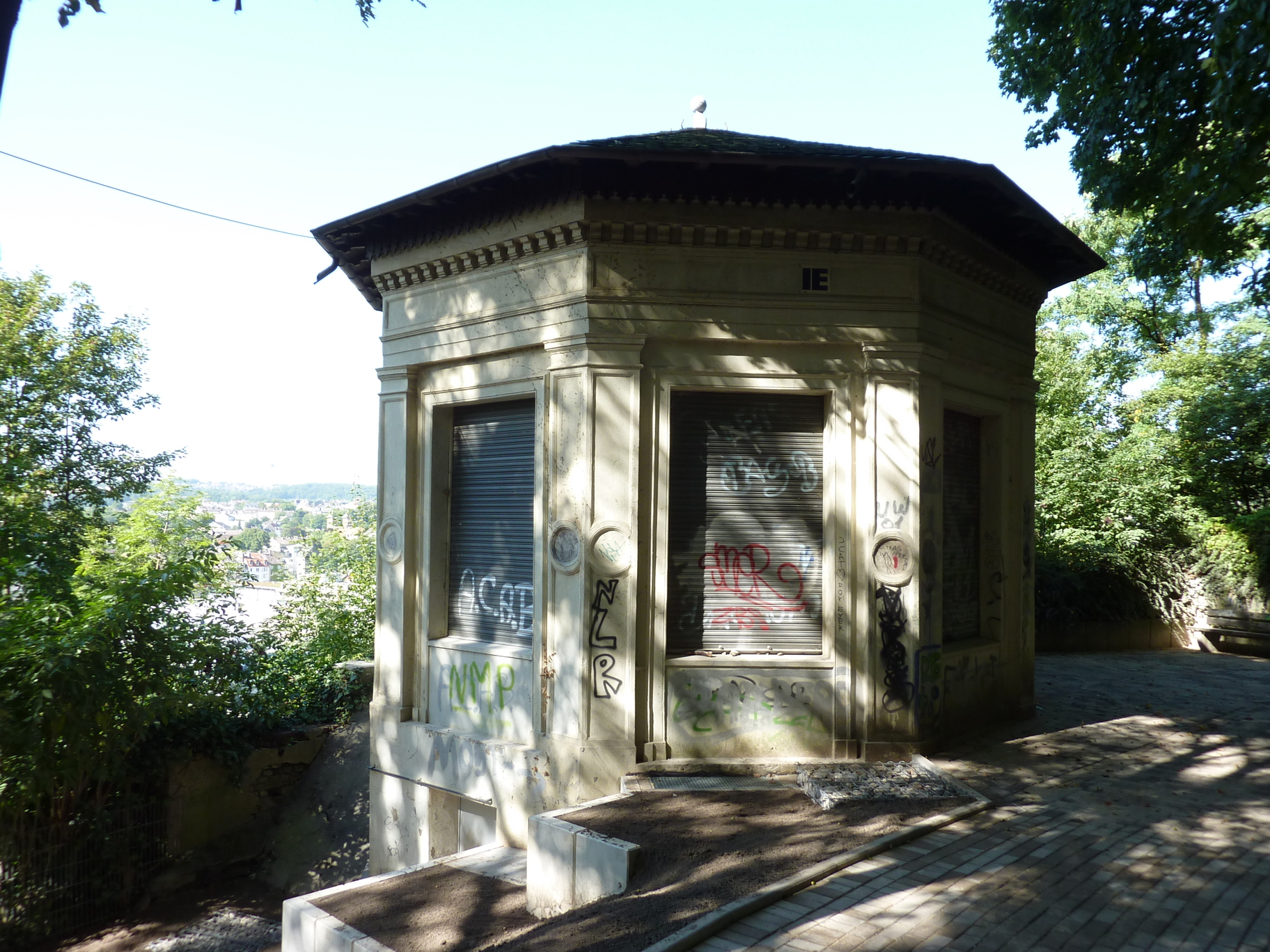
Der Pavillon

Der Klophaus-Park  ist eine kleine Parkanlage im Osten des Wuppertaler Stadtbezirks Elberfeld, Ortslage Kluser Höhe im Wohnquartier Südstadt.
Der Park befindet sich auf einem Bergsporn oberhalb der ihn einrahmenden Straßen Klophausstraße und Wolkenburg. Nach Westen geht der Park auf gleicher Höhe in das Wohngebiet Kluser Höhe über. Von dem Park blickt man in das Wuppertal zwischen der Gerichtsinsel und dem Wuppertaler Schauspielhaus an der Kluse und auf den gegenüberliegenden Hardtberg mit Sicht auf den Elisenturm.
Der Park besitzt neben einem Spielplatz und drei Grillplätzen einen achteckigen, klassizistischen Pavillon, der um 1870 erbaut und zunächst als Teehaus genutzt wurde. Später diente er als Ausstellungsraum für zeitgenössische Kunst und wird seit 2017 als Galerie Oktagon vom Fach Kunst der Bergischen Universität Wuppertal genutzt.
Aus dem Tal führt die 1910 benannte Wolkenburgtreppe hinauf in den Klophaus-Park. Die Treppe wurde nach zwanzigjähriger Sperrung über einen Zeitraum von fünf Jahren saniert und 2016 wieder eröffnet. Eine zweite Treppe beginnt an der Klophausstraße und eine dritte führt von der Ronsdorfer Straße über dwn Liesegangweg abwärts in den Park.
Der Park geht aus dem Privatgarten der Villa des Modewarenhausbesitzers Ludwig von Lilienthal hervor, der sich als Mäzen von Wuppertaler Poeten- und Künstlerkreisen einen Namen machte. Später diente die Villa als Sommersitz des Spediteurs Klophaus, der dem Park seinen Namen gab. Das Gebäude existiert heute nicht mehr.